# Robert Hoffman
Robert James Hoffman III (sinh ngày 21 tháng 9 năm 1980) là một nam diễn viên người Mỹ. Anh đồng thời cũng là một vũ công và biên đạo múa.
Robert Hoffman sinh ra tại Gainesville, tiểu bang Florida. Anh là con trai cả của Charlotte và Robert Hoffman, có một em trai là Chris và hai em gái Ashley và Lauren. Năm 7 tuổi, gia đình anh chuyển đến sống tại Madison, Alabama. Hoffman từng có một thời gian học tại Trường Nghệ thuật Alabama.
Năm 2003, Robert Hoffman lần đầu tiên xuất hiện trong một tập phim truyền hình American Dreams. Anh có một vài vai nhỏ trong một số phim như From Justin to Kelly, Dirty Dancing: Havana Nights, Coach Carter và You Got Served. Anh cũng hoạt động với tư cách một vũ công trong video âm nhạc của các ca sĩ Christina Aguilera, Usher, Mya, Marilyn Manson, Ricky Martin và Svetlana.
Hoffman từng xuất hiện trong chương trình truyền hình Quintuplets và là một diễn viên trong vở kịch Vanished của hãng FOX. Vai diễn đầu tiên của Hoffman trong phim là vai Justin trong bộ phim hài She's the Man sản xuất năm 2006, diễn cùng với Amanda Bynes và Channing Tatum. Anh còn là thành viên trong chương trình Wild ‘N Out của MTV và từng là khách mời của cuộc thi America’s Next Top Model. Năm 2008, Hoffman đóng vai Chase Collins, một vũ công tài năng trong bộ phim Step Up 2 the Streets với nữ diễn viên Briana Evigan. Ngày 1 tháng 6 năm 2008, Hoffman cùng với Briana Evigan nhận giải thưởng của MTV Movie Award cho "Nụ hôn đẹp nhất trên phim". Anh cũng sẽ đóng bộ phim They Came from Upstairs cùng với nữ diễn viên của hãng Disney Ashley Tisdale vào năm 2009.